# Adalardo di Chalon
Adalardo (... – Chalon-sur-Saône, dopo il 763) è stato conte di Chalon dal 733; forse il figlio di Ildebrando I (conte di Borgogna). Probabilmente fu il capostipite della Signoria di Vergy.

## Biografia
Adalardo, conte di Chalon, menzionato dal 763 al 765.
Secondo la versione più diffusa, potrebbe essere il figlio di Ildebrando I-Childebrando (circa 690-circa 751, figlio di Pipino di Herstal), conte di Borgogna e duca di Provenza, che fu uno dei cronisti continuatori di Fredegario, e che da una moglie di cui non si conoscono il nome e i suoi ascendenti, ebbe dei figli, di nome Nibelungo e Adalardo, che continuarono l'opera del padre come cronista continuatore di Fredegario.

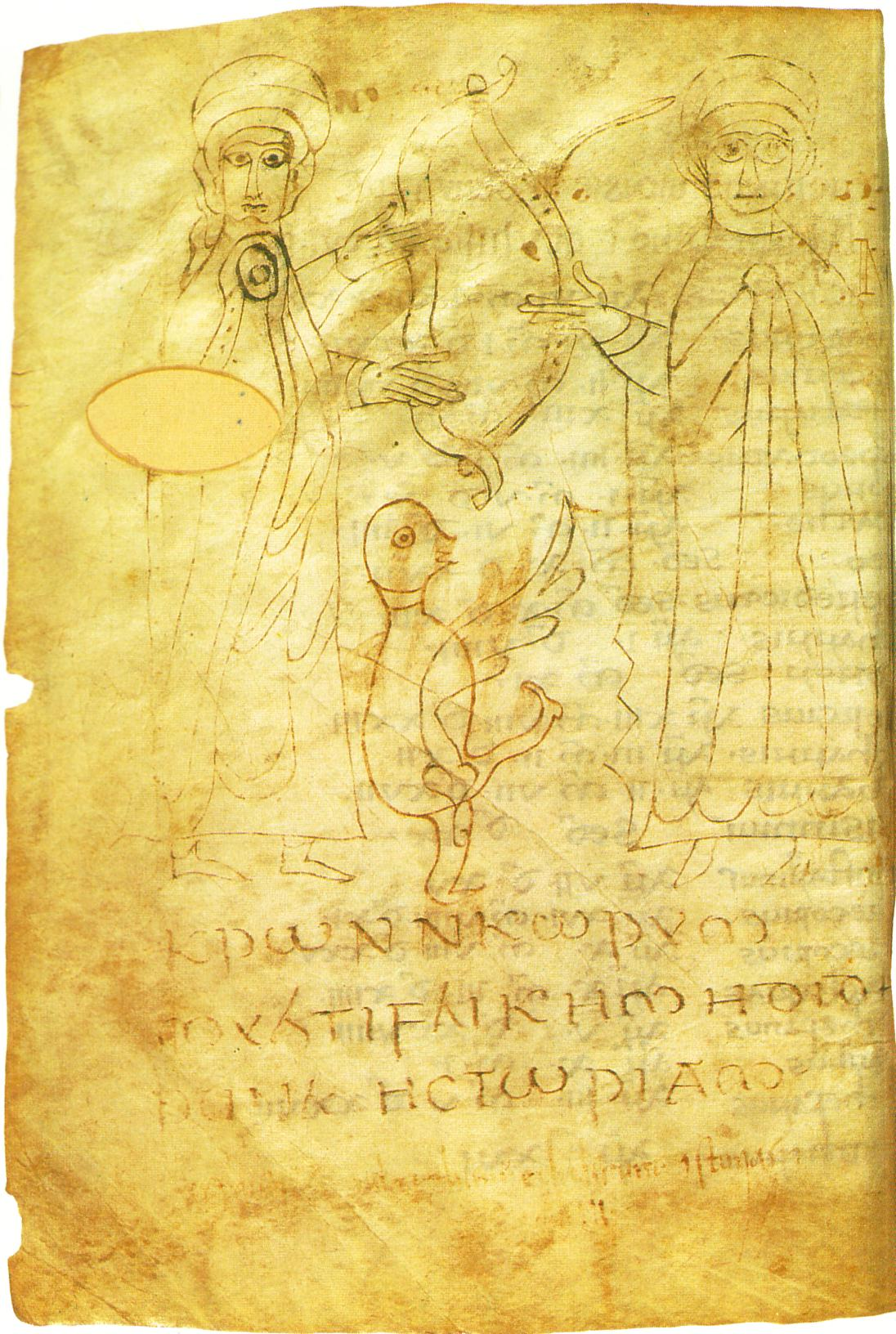
Una pagina della Cronaca

Ildebrando I è stato fedele alleato di suo fratello Carlo Martello, ha partecipato come leader nella lotta contro gli arabi in Provenza, dal 737 al 738,  e con il nipote Pipino nella conquista della Borgogna, che ne affidò il governo a lui, che fu nominato duca.
L'ultima fonte storiche sul conte Adalardo, che prese parte alla lotta di Pipino il Breve contro il duca d'Aquitania Waifer. Nel 765 Adalardo portò le sue truppe sulle rive della Loire, contro l'esercito del conte d'Alvernia Hilpinga, vassallo di Waifer. Il conte di Chalon nell'ambito del ducato di Borgogna, fu ucciso difendendo Chalon contro il duca di Aquitanis.
Si presume che fosse padre o nonno del conte Guerino I d'Alvernia, vengono citati in Recueil des historiens des Gaules et de la France. 
La casata dei Vergy sorse nel IX secolo con Adalardo o Guerino I d'Alvernia.

### Letteratura storiografica
- Lewis Archibald R.: The Development of Southern French and Catalan Society, 718-1050
- Lebek S. Origine di Franchi. V-IX secolo / Traduzione di V. Pavlov. - M .: Scarab, 1993. - T. 1. - 352 p. - (Una nuova storia della Francia medievale). - ISBN 5-86507-001-0.
- La Chastelaine de Vergy : 13th century courtly romance, in octosyllabes, anonymous. Very popular in royal and noble courts, Marguerite de France (1492-1549) made a summary of its plot in L'Heptaméron. The story recounts the trials of the forbidden love suffered by a knight for the Châtelaine de Vergy|châtelaine of Vergy.
- G. de Montreuil, La violette (or Gérard de Nevers) : in this 13th-century chivalric romance, Gérard de Nevers defends the château de Vergy against another knight